# Murder in the First (serie televisiva)
Murder in the First è una serie televisiva statunitense in onda su TNT dal 9 giugno 2014.
La serie è stata creata da Steven Bochco e Eric Lodal, e ha come protagonisti Taye Diggs e Kathleen Robertson nei panni di due detective del San Francisco Police Department (SFPD).
La seconda stagione di dodici episodi è andata in onda su TNT dall'8 giugno 2015, mentre la terza stagione, di 10 episodi, va in onda sempre su TNT dal 26 giugno 2016. L'11 ottobre 2016 il network TNT annuncia la cancellazione della serie dopo tre stagioni.

## Trama
I detective del San Francisco Police Department Terry English e Hildy Mulligan indagano su due omicidi, che inizialmente sembrano separati. Durante le indagini emerge che entrambe le vittime hanno legami con il prodigio della Silicon Valley Erich Blunt. Terry è un detective della sezione omicidi che affronta il suo lavoro con passione e dedizione e nella sua vita privata alle prese con la malattia terminale della moglie, mentre Hildy è una madre single con un carattere forte e risoluto che però ha problemi di gestione con la  figlia.

## Personaggi e interpreti
- Terry English (stagioni 1-3), interpretato da Taye Diggs, doppiato da Alessandro Maria D'Errico.
Detective della omicidi del SFPD, che deve affrontare la malattia terminale della moglie.
- Hildy Mulligan (stagioni 1-3), interpretata da Kathleen Robertson, doppiata da Cristiana Rossi.
Detective del SFPD e madre single.
- Jim Koto (stagioni 1-3), interpretato da Ian Anthony Dale, doppiato da Lorenzo Scattorin.
Tenente del SFPD.
- David Molk (stagioni 1-3), interpretato da Raphael Sbarge, doppiato da Daniele Demma.
Ispettore della omicidi del SFPD, partner di Navarro.
- Edgar Navarro (stagioni 1-3), interpretato da Lombardo Boyar, doppiato da Silvio Pandolfi.
Ispettore della omicidi del SFPD, partner di Molk.
- Mario Siletti (stagioni 1-3), interpretato da Currie Graham, doppiato da Luca Semeraro.
Procuratore Capo.
- Louise Mulligan (stagioni 1-3), interpretata da Mimi Kirkland.
Figlia di Hildy.
- Jamie Nelson (stagioni 2-3), interpretata da Laila Robins, doppiata da Renata Bertolas, 
Professore di legge e noto avvocato difensore.
- Raphaelle "Raffi" Veracruz (stagioni 2-3), interpretata da Emmanuelle Chriqui, doppiata da Jolanda Granato.
Sergente della squadra tattica e veterana delle forze armate israeliane.
- Marty "Junior" Mulligan (stagioni 2-3), interpretato da A. J. Buckley, doppiato da Mattia Bressan.
Ufficiale delle forze speciali trasferito alla Omicidi e fratello di Hildy.

### Personaggi ricorrenti
- Justin Burnside (stagioni 1-3), interpretato da Jamie McShane.
Tecnico forense dell'ufficio del medico legale.
- Kami Keefer (stagioni 1-3), interpretata da Camille Balsamo.
Tecnica informatica della squadra omicidi che si innamora di Hildy.
- Warren Daniels (stagione 1, ricorrente stagione 2), interpretato da James Cromwell, doppiato da Guido Ruberto. 
Noto avvocato difensore di Blunt.
- Nick Torres (stagioni 1-2), interpretato da David Figlioli, doppiato da Francesco Cataldo. 
Agente della commissione disciplinare di polizia.

Prima stagione
- Erich Blunt, interpretato da Tom Felton, doppiato da Andrea Oldani.
Giovane imprenditore di grande talento della Silicon Valley.
- Bill Wilkerson, interpretato da Steven Weber, doppiato da Massimiliano Lotti.
Amico di lunga data, driver e pilota di Erich Blunt.
- David Hertzberg, interpretato da Richard Schiff, doppiato da  Dario Oppido.
Avvocato personale e aziendale di Blunt.
- Jacqueline Perez, interpretata da Nicole Ari Parker.
Procuratore distrettuale.
- Ivana West, interpretata da Bess Rous.
Capo della divisione tecnologica dell'azienda di Blunt e sua cameriera personale.

Seconda stagione
- Anthony "Suger" Cascade, interpretato da Mo McRae.
Boss di una gang afro-americana che fa un accordo con la omicidi per la morte accidentale di un membro di una gang rivale durante un'irruzione in un magazzino.
- Dustin Maker, interpretato da Mateus Ward, doppiato da Marco Benedetti.
Ragazzo del liceo che partecipa ad una sparatoria sul bus che lo portava a scuola e arrestato.
- Alfie Rentman, interpretato da Jimmy Bennett, doppiato da Stefano Pozzi.
Amico di Dustin e secondo ragazzo armato della sparatoria sul bus finito poi ucciso.
- Dr. Frank Rentman, interpretato da Spencer Garrett.
Padre di Alfie, esperto psichiatra che cerca di curare le turbe psichiche del figlio.
- Mary Rentman, interpretata da Laura Regan.
Madre di Alfie preoccupata del comportamento psicologico del figlio.
- Walt Martin, interpretato da Inny Clemons.
Membro della omicidi creduto ucciso da Alfie, ma successivamente ucciso da un poliziotto.
- Kaleb Peat, interpretato da Adam O'Byrne.
Partner di Martin che si suicida dopo il funerale del compagno.
- Alyssa, interpretata da Jade Tailor.
Spogliarellista che inizia una relazione con il detective Molk.

Terza Stagione
- Serena Parrish, interpretata da Tiffany Dupont.
Giornalista free lance.
- Martin Reardon, interpretato da Corey Reynolds
Procuratore distrettuale.
- Alfred Arkin, interpretato da Michael Gaston, doppiato da Giorgio Bonino.
Avvocato di Mario Siletti.
- Normandy Parker, interpretato da Jerrell Pippens.
Quarterback della NFL.
- Melissa Danson, interpretata da Amanda Schull.
Procuratrice distrettuale.
- Alicia Barnes, interpretata da Sara Paxton, doppiata da Tiziana Martello.
Pop star fidanzata con Normandy Parker.
- Andrew Lippman, interpretato da Maury Sterling.
Avvocato di Alicia Barnes
- Paul Barnes, interpretata da Anthony Michael Hall.
Padre di Alicia Barnes.

## Episodi
| Stagione         | Episodi | Prima TV originale | Prima TV Italia |
| ---------------- | ------- | ------------------ | --------------- |
| Prima stagione   | 10      | 2014               | 2015            |
| Seconda stagione | 12      | 2015               | 2015            |
| Terza stagione   | 10      | 2016               | 2016            |